# Anaconda (atracción)
Anaconda es una atracción de Isla Mágica (Sevilla, España). Es una de las atracciones más famosas y la que más visitantes recibe a lo largo del año. Es ideal para los días calurosos ya que moja hasta dentro. Se sitúa en la zona Puerta de América.  La atracción está cerrada en invierno.

## Inicios
Abrió con el parque en 1992 y es una de las mejores atracciones del parque.

## Descripción
Barcas con forma de troncos con capacidad de tres a cinco personas ascienden por tres cuestas de 7,
12 y 16 metros de altura para luego culminar con tres vertiginosas caídas de cada metro. A la salida se puede comprar una foto realizada en la segunda caída.

## Argumento
Recrea la caída de los troncos por las cascadas.

## Tematización
Representa un lago con tres cascadas, cada una más alta que la anterior. Abundan las rocas y la vegetación, todo ello tematizado con una choza.

## Recorrido
Empieza subiendo la primera cascada, que tiene 7 metros de altura. Da una vuelta lentamente para luego caer a toda velocidad. Se vuelve a retomar la tranquilidad y sube la segunda cascada, que tiene 12 metros, se da otra vuelta y se desciende como un loco. En esta caída es donde se hace la foto. Se da otra vuelta y asciende hasta la cascada de 16 metros de altura. Se da otra vuelta y culmina en una salvaje caída que dan ganas de gritar ¡Fútbol!. Después aparece una pequeña ola y termina la atracción.